# Jacques Nziza
 (juin 2023).
Jacques Nziza est l'inspecteur général des Forces armées rwandaises, il a également été secrétaire permanent du ministère de la Défense.
André Kissasse Ngandu, membre fondateur de l'Alliance des forces démocratiques pour la libération du Congo (AFDL), la coalition qui allait faire tomber Mobutu Sese Seko de la présidence du Zaïre en 1997, est assassiné le 6 janvier 1997. Des désaccords au sein de la direction de l'AFDL conduisent à cet assassinat. Nziza est mentionné par une source proche de Ngandu comme l'auteur de l'assassinat, ordonné par le président de l'AFDL, Laurent-Désiré Kabila,.